# Малі ракетні кораблі проєкту 22800
Малі ракетні кораблі проєкту 22800 (шифр «Каракурт», рос. Малые ракетные корабли проекта 22800) — російські багатоцільові ракетно-артилерійські кораблі малої водотоннажності ближньої морської зони (за іншою класифікацією[джерело?], малі корвети) ВМФ Росії. Належать до кораблів третього рангу.
Офіційне призначення кораблів — ведення бойових дій в ближній морській зоні й участь у виконанні завдань мирного часу. Планується, що «Каракурт», придатний до дій у відкритому морі, стане доповненням малих ракетних кораблів проєкту 21631 «Буян-М», призначених для мілководних морів і великих річок (умовно — клас «ріка-море»).

## Кораблі проєкту
Кораблі, побудовані на ВАТ «Пелла» (м. Отрадне)
| № | Назва      | Бортовий № | Заводський № | Закладка   | Спуск на воду | Передача замовнику | Місце служби | Стан                      | Примітки              |
| - | ---------- | ---------- | ------------ | ---------- | ------------- | ------------------ | ------------ | ------------------------- | --------------------- |
| 1 | «Митищі»   | 567        | 251          | 24.12.2015 | 29.07.2017    | 17.12. 2018        | БФ           | В строю                   | В складі 36-ї БрРК БФ |
| 2 | «Совєтськ» | 577        | 252          | 24.12.2015 | 24.11.2017    | 12.10.2019         | БФ           | В строю                   | В складі 36-ї БрРК БФ |
| 3 | «Одинцово» | 584        | 253          | 29.07.2016 | 05.05.2018    | 21.11.2020         | БФ           | В строю                   | В складі 36-ї БрРК БФ |
| 4 | «Козельск» |            | 254          | 10.05.2016 | 09.10.2019    |                    | БФ           | Добудовується на плаву    |                       |
| 5 | «Охотськ»  |            | 255          | 17.03.2017 | 29.10.2019    |                    | БФ           | Добудовується на плаву    |                       |
| 6 | «Вихор»    |            | 256          | 19.12.2017 | 13.11.2019    |                    | БФ           | Добудовується на плаву    |                       |
| 7 | «Буря»     | 578        | 257          | 24.12.2016 | 23.10.2018    | 2024               | БФ           | Готується до передачі ВМФ | В складі 36-ї БрРК БФ |

Кораблі, побудовані на АТ «Зеленодольський завод імені О. М. Горького» (м. Зеленодольськ) і ТОВ «СЗ „Залів“» (м. Керч)
| №  | Назва     | Бортовий № | Заводський № | Закладка   | Спуск на воду | Передача замовнику | Місце служби | Стан                   | Примітки                                                     |
| -- | --------- | ---------- | ------------ | ---------- | ------------- | ------------------ | ------------ | ---------------------- | ------------------------------------------------------------ |
| 8  | «Циклон»  | 633        | 801          | 26.07.2016 | 24.07.2020    | 12.07.2023         | ЧФ           | Знищений               | Уражений ЗСУ в ніч на 19 травня 2024 року                    |
| 9  | «Аскольд» |            | 802          | 18.11.2016 | 21.09.2021    | 12.2024            | ЧФ           | В ремонті              | Пошкоджений 4 листопада 2023 року, не прийнятий на озброєння |
| 10 | «Амур»    |            | 803          | 30.07.2017 | 26.12.2022    | 12.2024            | ЧФ           | Добудовується на плаву |                                                              |
| 11 | «Туча»    |            | 804          | 26.02.2019 | 30.06.2023    | 12.2024            | ЧФ           | Добудовується на плаву |                                                              |
| 12 | «Тайфун»  |            | 805          | 11.09.2019 | 07.05.2024    | 12.2025            | ЧФ           | Добудовується на плаву |                                                              |

Кораблі, побудовані на ПАТ «Амурський суднобудівний завод» (м. Комсомольськ-на-Амурі)
| №  | Назва        | Бортовий № | Заводський № | Закладка   | Спуск на воду | Передача замовнику | Місце служби | Стан                   | Примітки |
| -- | ------------ | ---------- | ------------ | ---------- | ------------- | ------------------ | ------------ | ---------------------- | -------- |
| 13 | «Ржев»       | 400        | 201          | 01.07.2019 | 27.09.2023    | 12.2024            | ТОФ          | Добудовується на плаву |          |
| 14 | «Удомля»     | 401        | 202          | 01.07.2019 | 27.09.2023    | 12.2024            | ТОФ          | Добудовується на плаву |          |
| 15 | «Павловськ»  |            | 203          | 29.07.2020 | 2024          | 12.2025            | ТОФ          | Будується              |          |
| 16 | «Уссурійськ» |            | 204          | 26.12.2019 | 2024          | 12.2025            | ТОФ          | Будується              |          |

Кораблі, побудовані на АТ «Східна верф» (м. Владивосток)
| №  | Назва | Бортовий № | Заводський № | Закладка | Спуск на воду | Передача замовнику | Місце служби | Стан                          | Примітки |
| -- | ----- | ---------- | ------------ | -------- | ------------- | ------------------ | ------------ | ----------------------------- | -------- |
| 17 |       |            |              |          |               |                    | ТОФ          | Контракт, ймовірно, розірвано |          |
| 18 |       |            |              |          |               |                    | ТОФ          | Контракт, ймовірно, розірвано |          |

Кольори таблиці:
- — недобудований або утилізований не спущеним на воду
- — діє у складі ВМФ РФ
- — знаходиться в ремонті або на модернізації
- — списаний, утилізований чи втрачений
- — знаходиться на зберіганні або виведений за штат